# Back spinning
Pour les articles homonymes, voir Backspin.
Le back spinning décrit l'action de manipuler manuellement un disque microsillon (en cours de lecture sur une console de mixage), en utilisant suffisamment de force pour faire tourner le disque à l'envers (malgré la rotation du plateau qui se trouve en dessous). 

## Caractéristiques
Cette technique est souvent utilisée par les DJ ; de nombreux DJ utilisent des tapis de glissement spéciaux afin de réduire la friction entre le disque et le plateau. Le back spinning est utilisé pour « rembobiner » le son d'un disque à un point antérieur de l'audio, pour faire un slip cue ou couper de la musique mixée en direct par un DJ, ou dans le beat juggling (voir : turntablism).
En général, l'effet sonore d'un backspin est une version stridente et inversée du son contourné. Comme ce son se distingue facilement des autres formes de musique ou de bruit ambiant en raison de son caractère unique, il est généralement atténué par l'utilisation créative d'une console de mixage. Cependant, le son est parfois utilisé comme effet sonore, notamment en raison de son attachement aux DJ et aux cultures environnantes telles que le hip-hop.